# Love the Hard Way
Love the Hard Way és una pel·lícula dels Estats Units i Alemanya dirigida per Peter Sehr en 2001, i protagonitzada per Pam Grier, Charlotte Ayanna, Adrien Brody, Jon Seda i August Diehl.

## Argument
Jack (Adrien Brody) és un tipus d'allò més peculiar. D'una banda, es guanya la vida estafant homes de negocis amb l'ajuda del seu soci Charlie i de dos aspirants a actriu que es fan passar per prostitutes. I per un altre, sota la seva façana de tipus dur, oculta un esperit sensible i turmentat que s'apassiona amb la literatura i somia escriure una novel·la. Quan coneix la universitària Claire, els seus dos mons entren en conflicte, perquè intenta convèncer-se a si mateix que no la necessita i, en realitat, està perdudament enamorat d'ella. Però les aparences poden més que els sentiments i Jack fa tot el possible per allunyar-la d'ella, arrossegant-la cap als submons del vici i la delinqüència. El gran problema és que, quan s'adoni del seu error, potser és massa tard.

## Repartiment
- Adrien Brody: Jack Grace
- Charlotte Ayanna: Claire Harrison
- Jon Seda: Charlie
- August Diehl: Jeff
- Pam Grier: Detectiu Linda Fox
- Liza Jessie Peterson: Pam
- Elizabeth Regen: Sue
- Katherine Moennig: Debbie
- Joey Kern: Fitzgerald
- Jonathan Hadary: Boris